# سان فیلیپه (گواناخواتو)
سان فیلیپه (به اسپانیایی: San Felipe) یک منطقهٔ مسکونی در مکزیک است که در گواناهواتو واقع شده‌است. سان فیلیپه ۲٬۹۶۹٫۷۹ کیلومتر مربع مساحت و ۱۰۶٬۹۵۲ نفر جمعیت دارد و ۲٬۰۸۰ متر بالاتر از سطح دریا واقع شده‌است.